# The Beginning (The X-Files)
«The Beginning» es el primer episodio de la sexta temporada de la serie de televisión de ciencia ficción The X-Files. Se estrenó en la cadena Fox en los Estados Unidos el 8 de noviembre de 1998. El episodio fue escrito por Chris Carter y dirigido por Kim Manners. Ayuda a explorar la mitología general de la serie. «The Beginning» obtuvo una calificación familiar de Nielsen de 11,9, siendo visto por 20,34 millones de personas en su transmisión inicial. El episodio recibió opiniones mixtas de los críticos de televisión.
El programa se centra en los agentes especiales del FBI Fox Mulder (David Duchovny) y Dana Scully (Gillian Anderson) que trabajan en casos relacionados con lo paranormal, llamados expedientes X. Mulder cree en lo paranormal, mientras que la escéptica Scully ha sido asignada para desacreditar su trabajo. En el episodio, Mulder y Scully buscan ansiosamente a una criatura mortal en el desierto de Arizona. Lo que encuentran parece respaldar la creencia revivida de Mulder en los extraterrestres, pero se desacredita cuando los agentes no son reasignados a los expedientes X, ahora reabiertos, con Jeffrey Spender (Chris Owens) y Diana Fowley (Mimi Rogers) haciéndose cargo en su lugar.
«The Beginning» fue el primer episodio de la serie que no se filmó en Vancouver, Canadá, después de que la producción se trasladara a Los Ángeles a instancias del actor principal David Duchovny. El episodio sigue directamente del largometraje The X-Files: Fight the Future (1998). Los escritores buscaron traer de vuelta algunos personajes, como Spender, Fowley y Gibson Praise (Jeff Gulka), que no habían aparecido en la película, pero habían jugado un papel fundamental en la quinta temporada del programa.

## Argumento
En Phoenix, Arizona, un científico que trabaja para Roush Technologies está expuesto al virus extraterrestre del aceite negro; un extraterrestre se gesta y brota de su cuerpo a la mañana siguiente. Pocas horas después de su muerte, un compañero de trabajo que llega a su casa es atacado y asesinado por el extraterrestre recién nacido.
En Washington D. C., el agente Fox Mulder comparece ante un panel del FBI sobre sus experiencias en la Antártida. Mientras tanto, el fumador (William B. Davis) informa al Sindicato sobre el extraterrestre en Phoenix, confiando en que podrá matarlo. El subdirector Walter Skinner le dice a Mulder, que está trabajando en la restauración de los expedientes X quemados, que a él y a Scully se les ha negado la reasignación en los expedientes X, pero que Mulder debería buscar una carpeta que quedó en el escritorio de su antigua oficina. Mulder va allí, solo para descubrir que Jeffrey Spender y Diana Fowley han sido asignados a los expedientes X. Sintiéndose traicionado por Fowley, Mulder se va, pero no sin antes llevarse la carpeta con sigilo.
El fumador busca a Gibson Praise, quien en ese mismo momento está siendo operado del cerebro. Mulder y Scully se dirigen a la casa donde se gestó el extraterrestre y encuentran un clavo extraterrestre en la pared. El fumador llega poco después con Gibson, quien le dice que el extraterrestre ya no está allí. En una central nuclear, el extraterrestre mata a otra persona, pero Spender y Fowley niegan el acceso a Mulder y Scully. Al regresar a su automóvil, encuentran a Gibson adentro, quien ha escapado del fumador. Más tarde esa noche, Fowley le dice a Mulder que le ofrecieron los expedientes X y que está protegiendo sus intereses. Mulder deja a Gibson con Scully y se va con ella. Mulder y Fowley creen que el extraterrestre busca calor, razón por la cual se encuentra en la planta de energía. En el interior encuentran material orgánico en el suelo y tuberías de refrigeración.
Scully lleva a Gibson a un hospital, donde se determina que tiene el virus extraterrestre en la sangre. El Hombre de pelo negro (Scott Eberlein) lo secuestra poco después y lo lleva a la planta de energía. Encuentran al extraterrestre, que ataca al Hombre de pelo negro pero no a Gibson, como lo atestigua Mulder desde afuera de una puerta cerrada. Posteriormente, se ordena a Mulder y Scully que no se asocien con los expedientes X y son reasignados bajo el subdirector Alvin Kersh. Spender recibe la visita del fumador en su oficina. Mulder continúa trabajando en la restauración de los expedientes X, y Scully le dice que el informe de Fowley no refleja lo que realmente sucedió. Scully revela que el ADN del virus extraterrestre también es parte de todo el ADN humano, pero en Gibson el ADN está activo. Mientras tanto, en la planta de energía, Gibson está atrapado dentro con el extraterrestre, que muda su piel dentro de una piscina de combustible gastado, revelando la forma extraterrestre gris tradicional.

## Producción

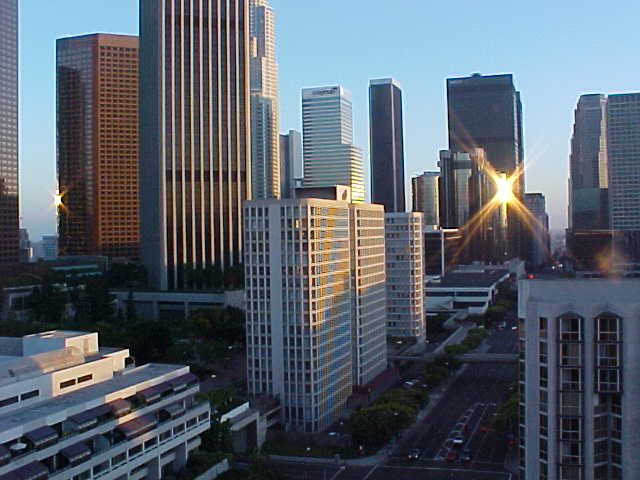
«The Beginning» fue el primer episodio de The X-Files que se filmó en Los Ángeles, California.

### Preproducción
«The Beginning» fue el primer episodio de la serie que se filmó en Los Ángeles, California. El movimiento fue instigado por David Duchovny, quien interpretó a Mulder, para aumentar su oportunidad de encontrar trabajo en el cine y para darle la oportunidad de estar más cerca de su esposa, Téa Leoni. El creador de la serie, Chris Carter, se opuso a la medida; otros, como el director de la serie Kim Manners y Gillian Anderson, apoyaron el movimiento pero se expresaron menos que Duchovny. Los funcionarios de la cadena Fox finalmente tomaron la decisión de filmar en California. Según Andy Meisler, «La primera toma de la temporada, una mirada larga directamente a un sol brillante que brilla en un desierto árido, fue diseñada para anunciar audazmente la llegada del programa al sur de California». Como resultado de la mudanza, el episodio contó con un grupo en gran parte nuevo de miembros del equipo, contratado por Carter, Frank Spotnitz y el nuevo coproductor ejecutivo Michael Watkins; esto requirió que los nuevos miembros del equipo del programa pasaran cinco semanas recibiendo, desempacando y catalogando el material de filmación de sus homólogos de Vancouver.

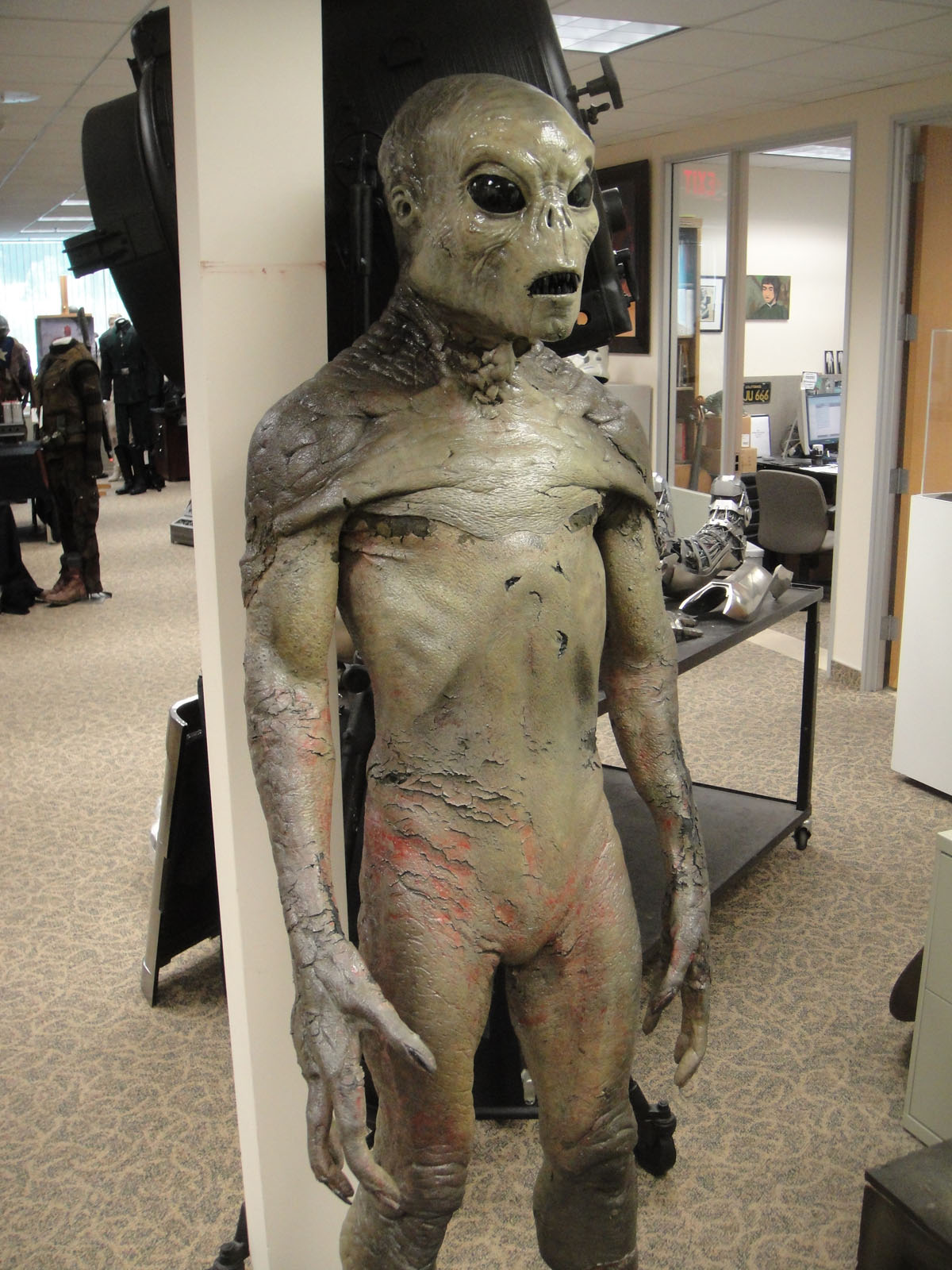
«The Beginning» presentó el regreso del extraterrestre recién nacido, como aparece en la película de The X-Files.

Debido al cambio de Vancouver a Los Ángeles, algunos fanáticos de la serie se sintieron alienados. Muchos acusaron al programa de «Hollywoodizar» la serie al agregar estrellas invitadas notables y al hacer que las tramas sean más simples y más agradables para un público más amplio. Según Space.com, a varios fanáticos del programa les encantó específicamente «el ambiente tenso que la filmación en Vancouver prestó a la serie [durante las temporadas 1-5]», que, según los informes, la sexta temporada carecía totalmente.

### Escritura y rodaje
Spotnitz dijo que la parte más difícil de escribir «The Beginning» fue la tarea no solo de seguir una película, sino también vincular la historia con el final de la temporada anterior. Para llevar a cabo esta delicada tarea, los escritores trajeron de vuelta a personajes como Gibson Praise, Diana Fowley y Jeffrey Spender (ninguno de los cuales aparecía en la película), así como a los que habían sido introducidos en la película, como el extraterrestre. Carter afirma haber pensado en la trama aproximada del episodio casi dos años antes, cuando estaba desarrollando la trama de la película The X-Files.
El personaje de Sandy, que muere en la secuencia de inicio, fue interpretado por el director de casting del programa, Rick Millikan, a pedido de Carter. Más tarde, Millikan bromeó diciendo que pasó la mayor parte del rodaje hablando por teléfono eligiendo a otros para futuros episodios de X-Files. Uno de los trabajadores de la planta de energía nuclear se llama Homer, una referencia a Homer Simpson, uno de los personajes principales de la serie de televisión animada de Fox Los Simpson.
Las escenas en un suburbio de Arizona fueron filmadas en Valencia, California, porque los productores querían «algo realmente Edward Scissorhands». Las escenas ambientadas en la planta de energía nuclear fueron filmadas en un edificio con sede en Long Beach, California, propiedad de la compañía de suministro eléctrico Southern California Edison. Debido a una ola de calor, muchas de las escenas se filmaron «a temperaturas muy por encima de los cien grados», y algunas líneas tuvieron que volver a grabarse en el estudio debido al excesivo ruido de fondo. Las escenas de la muda extraterrestre en la piscina de combustible gastado de la planta de energía fueron filmadas en un tanque de agua ubicado en Marina del Rey, California.que fue utilizado con frecuencia por los productores del programa Baywatch. Filmar las escenas de la planta resultó ser problemático, y muchas tomas tuvieron que filmarse varias veces debido a problemas de utilería y escenario. Estos problemas persistieron en la posproducción y algunas escenas no se finalizaron hasta finales de octubre, casi dos meses después de que terminara la filmación principal.

## Emisión y recepción
«The Beginning» se emitió por primera vez en los Estados Unidos el 8 de noviembre de 1998. El episodio obtuvo una calificación Nielsen de 11,9, con una participación de 17, lo que significa que aproximadamente el 11,9 por ciento de todos los hogares equipados con televisión y el 17 por ciento de los hogares viendo la televisión, estaban sintonizados en el episodio. Fue visto por 20,34 millones de espectadores y fue el segundo episodio mejor calificado de la sexta temporada. Fox promocionó el episodio con el lema «El nuevo comienzo». El episodio se incluyó más tarde en The X-Files Mythology, Volume 3 – Colonization, una colección de DVD que contiene episodios relacionados con los planes de los colonizadores extraterrestres para apoderarse de la tierra.
La recepción crítica del episodio estuvo dividida, ya que las críticas variaron en gran medida de positivas a negativas. En el libro The End and the Beginning: The Official Guide to The X-Files, Vol. 5, el autor Andy Meisler escribió que algunos fanáticos y críticos respondieron positivamente a «The Beginning», sobre todo porque el episodio funcionó como «una forma particularmente ingeniosa y efectiva de lanzar la nueva temporada y era de la serie». Tom Kessenich, en su libro Examinations: An Unauthorized Look at Seasons 6–9 of the X-Files escribió positivamente sobre el episodio, diciendo que «“The Beginning” fue un episodio de estreno bastante bueno. Me complació mucho ver cómo Chris Carter tomó el final de la última temporada y la película y unió las cosas para que la sexta temporada tuviera un nuevo comienzo». Emily VanDerWerff from The A.V. Club le dio una B. Ella elogió la actuación de Chris Owens, diciendo que estaba «actuando como el tipo de Spender». A pesar de esto, llamó al episodio «mediocre» y escribió que «no es un gran episodio del programa, pero funciona lo suficientemente bien». El principal problema de VanDerWerff con la entrada fue que eligió cerrar el hilo de la trama que quedó pendiente con el final de la quinta temporada, pero hizo poco para expandir las revelaciones del largometraje de la serie. VanDerWerff también criticó el hecho de que Scully fuera, una vez más, una escéptica de lo paranormal después de todo lo que vio.
Sin embargo, no todas las críticas fueron positivas. Robert Shearman y Lars Pearson, en su libro Wanting to Believe: A Critical Guide to The X-Files, Millennium & The Lone Gunmen, calificaron el episodio con una estrella de cinco, y escribieron que «“The Beginning” abre lo suficientemente ingenioso [...] y luego no ofrece sustancia al espectador. Es un comienzo de temporada mejor que “Redux” […] pero sigue siendo muy pobre». Paula Vitaris de Cinefantastique le dio al episodio una crítica en gran parte negativa y le otorgó una estrella y media de cuatro. Se burló de la trama del episodio, diciendo que el episodio era «otra milla más abajo en el camino de la mitología de X-Files. ¿Monstruos extraterrestres? Esto es algo sacado de una novela pulp con la ciencia del espectáculo disuelta en una completa tecnopalabrería».